# Wytwornica pary
Wytwornica pary to wymiennik ciepła do wytwarzania pary, niezawierający paleniska (palenisko + wytwornica pary = kocioł parowy). 
Wytwornice pary stosuje się w elektrowniach atomowych, układach gazowo-parowych oraz elektrowniach słonecznych CRS.
Można je spotkać także w żelazkach elektrycznych (tak zwanych "stacjach parowych") a także czasem w prasowalnicach.

## Zastosowanie wytwornic pary
Wytwornice pary  lub inaczej szybkie wytwornice pary są używane w wielu gałęziach przemysłu (spożywczy, drzewny, budowlany, chemiczny) wszędzie tam, gdzie wymagane jest szybkie, często impulsowe doprowadzanie pary, o niekoniecznie wysokiej jakości (bez ściśle określonego, niezmiennego ciśnienia czy temperatury) a strumień jest stały lub zmienny w niewielkim zakresie (wtedy do zapotrzebowania dopasowujemy konkretny model wytwornicy). Wytwornica może pracować okresowo, gdyż szybko i efektywnie się uruchamia, a więc może też pracować jako rezerwowe źródło ciepła.
Wytwornice pary są niekiedy nazywane parowymi kotłami przepływowymi z wężownicą spiralną, czasem generatorami pary, albo kotłami bezwalczakowymi. Ale ich zastosowanie jest inne niż samych kotłów parowych płomienicowo – płomieniówkowych o podobnych mocach. Mają one specyficzne konstrukcje, pracują w innych warunkach eksploatacji i ich głównym celem jest dostarczanie szybkiej, o niezbyt wygórowanych parametrach, pary.

## Typowa budowa
Opłomkowa, inaczej wodnorurowa - tzn. woda przepływająca przez bardzo długą wężownicę, będącą najważniejszym elementem wytwornicy, jest omywana przez gorące spaliny wytworzone w procesie spalania (palnik na paliwo płynne mamy u dołu urządzenia). Sama wężownica jest jednocześnie podgrzewaczem wody, parownikiem i czasem przegrzewaczem, gdyż to w niej,  kolejno, woda jest podgrzewana, doprowadzana do wrzenia i temperatury nasycenia wymaganego ciśnienia. Następnie jest odprowadzana do przewodów parowych. W większości przypadków mamy tylko jedną długą wężownicę (ustawioną pionowo lub poziomo), która jest, warstwa po warstwie, zwinięta, ale średnica rury zwiększa się ku górze – wszystko, aby wziąć pod uwagę wzrastającą objętość właściwą płynu (podgrzewającej się wody i mieszaniny parowo-wodnej). 
Czasem zwoje wężownicy układa się w różnych odstępach od siebie, najpierw rzadko, a ku górze (przyglądając się układowi pionowemu) – gęsto. Dzięki temu odbieramy dużą ilość ciepła od spalin, i urządzenie ma zadowalającą sprawność. 

## Eksploatacja wytwornicy pary
Należy pamiętać, że wytwornica ma niewielką pojemność wodną. Nie mamy tam dokładnie określonej przestrzeni parowania, punkt parowania jest zmienny – mimo to mała pojemność pozwala na szybkie podgrzanie wody i wytworzenie pary wodnej, zaledwie w kilka minut od stanu zimnego, stąd inna ich nazwa – „szybkie wytwornice pary”.
Na uwagę zasługuje fakt, że małe przekroje rurek wężownicy wymagają wody zasilającej o wysokiej jakości, tak, by nie zarastały po wewnętrznej stronie kamieniem kotłowym, i nie zwiększały oporów przepływu, a w końcu go nie zablokowały. A także, by nie ograniczał on wymiany ciepła w urządzeniu, a w konsekwencji jego sprawności.
Oprócz głównej części wytwornicy pary, wężownicy, mamy tak także takie elementy jak rozdzielacz parowy (przewód o dużej średnicy, większej niż ta przewodu parowego) czy króciec odprowadzający skropliny, znajdujący się u dołu komory. Jeżeli (np. w czasie rozruchu) odprowadzimy ze spalin tyle ciepła, że ich temperatura spadnie poniżej punktu rosy, to para wodna zawarta w spalinach wykropli się nam, na zewnętrznej powierzchni wężownicy, i grawitacyjnie będzie skapywać w dół. Może być korozyjna – jeśli rozpuści w sobie tlenki siarki i azotu, znajdujące się w spalinach. Najczęściej szybkie wytwornice pary są zasilane z otwartych zbiorników zasilających.
Szybkie wytwornice pary są wygodne ze względu na swe kompaktowe rozmiary (czasem mogą być mobilne) i mniejszą masę niż kotły o podobnych parametrach, a także ze względu na uproszczone przepisy dotyczące nie tylko wydawania zezwoleń na eksploatację, ale także nadzoru technicznego.